# Mario Tonali
Mario Tonali (Roma, 10 settembre 1910 – Roma, 19 agosto 1998) è stato un calciatore italiano, di ruolo centrocampista.

## Carriera
Militò nella Virtus Spoleto e poi nella Lazio in massima serie per quattro stagioni, scendendo in campo in solo due di esse. Giocò poi per sette anni nel Pisa in Serie B.